# Escouloubre
Escouloubre é uma comuna francesa na região administrativa de Occitânia, no departamento de Aude. Estende-se por uma área de 31,14 km². Em 2010 a comuna tinha 75 habitantes (densidade: 2,4 hab./km²).